# Tauweru (rivière)
La rivière Tauweru   (en anglais : Tauweru River, parfois appelée la rivière Taueru River) , est un cours d’eau de le secteur de Wairarapa de la région de Wellington dans l’Île du Nord de la Nouvelle-Zélande.

## Géographie
Elle draine la partie est, pastorale des hautes terres de la région de Wairarapa et rejoint le fleuve  Ruamahanga, juste au  nord  du pont de la route de Gladstone à l’entrée de la ville de Gladstone, au sud-est de la ville de Carterton. 
Le nom de la rivière vient du langage Māori pour "hanging in clusters" et est dénommé d’après le nom de la ville de Tauweru . Elle est située le long de la partie médiane d la rivière à l’est de la ville de Masterton .
La rivière elle-même est lente et envasée , s’écoulant dans un chenal étroit et sans gravier, bordée de saules. 
Un groupe de fermiers locaux , le “ Mid-Tauweru Landcare Group”, fut constitué en  2000 pour faciliter l’aménagement des berges de la rivière Zone riparienne en remplaçant  les saules par des plantes natives pour améliorer l’écoulement de l’eau et la  biodiversité.  
Le bassin de drainage à l’est de Masterton,  est extensif et les conditions  de la pêche dans les trois derniers  kilomètres de la rivière  sont considérés comme excellent, en particulier en été.